# The Blackout (U2)
The Blackout è un singolo del gruppo musicale irlandese U2, il secondo estratto dal quattordicesimo album in studio Songs of Experience e pubblicato il 24 novembre 2017.

## Promozione
Il brano è stato presentato per la prima volta dal gruppo a sorpresa il 30 agosto 2017 attraverso un videoclip filmato durante il The Joshua Tree Tour 2017. Il 26 ottobre la Third Man Records ha annunciato che il brano sarebbe stato pubblicato come singolo in formato 12" in occasione del Black Friday del Record Store Day.

## Tracce
Testi di Bono, musiche degli U2.
Lato A
1. The Blackout – 4:45

Lato B
1. The Blackout (Jacknife Lee Remix) – 7:18

## Formazione
Crediti tratti dal libretto di Songs of Experience.
Gruppo
- Bono – voce
- The Edge – chitarra, voce, tastiera
- Adam Clayton – basso
- Larry Mullen – batteria

Altri musicisti
- Jacknife Lee – chitarra e tastiera aggiuntive, programmazione

Produzione
- Jacknife Lee – produzione, missaggio
- Ryan Tedder – produzione originale
- Brent Kuzle – produzione aggiuntiva
- Matt Bishop – ingegneria del suono, assistenza al missaggio
- Rich Rich, Tyler Spry, Declan Gaffney – ingegneria del suono
- Christopher Henry, Barry McCready, Dave "Squirrel" Covell – assistenza tecnica